# عمل جماعي

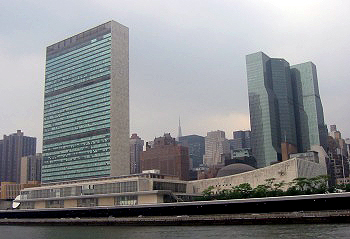

العمل الجماعي (بالإنجليزية: collective action)‏ بالمفهوم العام هو أي عمل أو إجراء تقوم به مجموعة ما لتحسين أو تطوير أوضاعها والذي يمثله عضو من أعضاء المجموعة. والأبحاث المتعلقة بالعمل الجماعي يقوم بها أشخاص من تخصصات مختلفة مثل علم النفس، العلوم الاجتماعية، والدراسات السياسية والأقتصاد.

## نموذج الهوية الاجتماعية
أجرى الباحثون مارتين فان زومرين وتوم بوستميس وروس سبيرز تحليلًا تلويًا لما يزيد عن 180 دراسة للفعل الجماعي، في محاولة لدمج ثلاث وجهات نظر اجتماعية نفسية مهيمنة تشرح الظروف السابقة لهذه الظاهرة، الظلم والفعالية والهوية. اقتُرح نموذج تكاملي للهوية الاجتماعية للفعل الجماعي في بحثهم المنشور عام 2008، والذي يفسر العلاقات المتبادلة بين وجهات النظر المتنبئة الثلاث وكذلك قدراتهم التنبؤية عن الفعل الجماعي. من الافتراضات المهمة لهذه المقاربة هي أن الناس يميلون إلى الاستجابة لحالات الحرمان الشخصية، والتي قد تنبع أو لا من الواقع المادي والاجتماعي المتجرد.

### الظلم المحسوس
كان فحص الفعل الجماعي من خلال الظلم المحسوس في البداية موجهًا بواسطة نظرية الحرمان النسبي. تركز هذه النظرية على حالة ذاتية من الحرمان غير العادل، مفترضة أن الاشتراك في مقارنات اجتماعية (على أساس جماعي) مع الآخرين قد يؤدي إلى الشعور بالحرمان النسبي والذي يعزز بدوره الفعل الجماعي. يُعتقد أن المشاعر الجماعية الناجمة عن الظلم المحسوس مثل الغضب تحفز الفعل الجماعي في محاولة لتصحيح حالة الحرمان غير العادل. ينطوي مدى استجابة الأفراد لهذا الحرمان على عدة عوامل مختلفة وتتراوح بين درجة عالية للغاية إلى درجة منخفضة للغاية عبر بيئات مختلفة. تؤكد نتائج التحليل التلوي أن آثار الظلم تتنبأ سببيًا بالفعل الجماعي، وتسلط الضوء على الأهمية النظرية لهذا المتغير.

### الفعالية المتصورة
اقترح العلماء أنه بالإضافة إلى الإحساس بالظلم، يجب أن تتوفر للناس أيضًا الموارد البنيوية الموضوعية اللازمة للحشد من أجل التغيير عن طريق الاحتجاج الاجتماعي. رأى تطور نفسي مهم أن هذا البحث موجه بدلاً من ذلك نحو التوقعات والمعتقدات الذاتية بأن الجهد الموحد (الفعل الجماعي) هو خيار قابل للتطبيق لتحقيق الأهداف الجماعية، ويشار إلى ذلك على أنه الكفاءة الجماعية المتصورة. تُظهر الفعالية الجماعية تجريبيًا أنها تؤثر سلبًا على الفعل الجماعي بين عدد من السكان في سياقات متنوعة.

### الهوية الاجتماعية
تشير نظرية الهوية الاجتماعية إلى أن الناس يسعون جاهدين لتحقيق والحفاظ على الهويات الاجتماعية الإيجابية المرتبطة بعضوية مجموعتهم. عندما تكون عضوية مجموعة ما غير مهمة (وضع اجتماعي منخفض مثلًا)، تضمن نظرية الهوية الاجتماعية ثلاثة متغيرات في إحداث الفعل الجماعي لتحسين ظروف المجموعة، وهم نفاذية حدود المجموعة، شرعية البنى المشتركة بين المجموعات، واستقرار هذه العلاقات. فعندما تعتبر المجموعات المحرومة علاقات الحالة بين المجموعات غير شرعية وغير مستقرة، فعندئذ من المتوقع أن يحدث فعل جماعي في محاولة لتغيير بنى الحالة لتحسين وضع المجموعة المحرومة.
تؤكد نتائج التحليل التلوي أيضًا على أن الهوية الاجتماعية تتنبأ سببيًا بالفعل الجماعي عبر عدد من السياقات المتنوعة. كما يوفر النموذج التكاملي للهوية الاجتماعية للفعل الجماعي دورًا مهمًا آخر للهوية الاجتماعية، وهو دور جسر نفسي يشكل القاعدة الجماعية التي يمكن من خلالها تخيل كل من الفعالية الجماعية والظلم الجماعي.

### تحسين النموذج
بالرغم من أن هناك دعمًا تجريبيًا قويًا للأهمية السببية للمتغيرات النظرية الرئيسية للنموذج التكاملي للهوية الاجتماعية للفعل الجماعي بشأن الفعل الجماعي، عالجت الأدبيات الحديثة مسألة السببية العكسية ووجدت الدعم لنموذج مغلف ذي صلة، لكنه متميز، للهوية الاجتماعية في الفعل الجماعي. يشير هذا النموذج إلى أن فعالية المجموعة المدرَكة والظلم المدرَك يوفران الأساس الذي تنبثق منه الهوية الاجتماعية، ويسلطان الضوء على طريق سببي بديل للفعل الجماعي. سعت الأبحاث الحديثة إلى دمج النموذج التكاملي للهوية الاجتماعية للفعل الجماعي مع نظرية الاتصال بين المجموعات، وقام آخرون بتوسيع النموذج التكاملي للهوية الاجتماعية للفعل الجماعي من خلال ربط الأبحاث الأخلاقية بأدبيات الفعل الجماعي.